# جويس سكوت
جويس سكوت (بالإنجليزية: Joyce Scott)‏ هي خزافة أسترالية، ولدت في 4 ديسمبر 1942 في Poynton ‏ في المملكة المتحدة.